# 古屋亜南
古屋 亜南（ふるや あなん、8月9日 - ）は、日本の男性声優。山梨県甲斐市出身。クレイジーボックス所属。

## 来歴
東海大学付属甲府高等学校を卒業後、日本ナレーション演技研究所に通い始めた。同所に通い始めてから1年弱ほどで、クレイジーボックス所属となる。2021年に「ガンダムシリーズ」のゲームのキャラクターで初めてオーディションに合格し、同年から声優としての活動を開始。
2023年、テレビアニメ『オーバーテイク!』の主人公・浅雛悠役で初主演。

## 人物
特技は絵を描くことで、趣味はピアノ。絵についてはテレビ出演時に披露している。
祖父が『機動戦士ガンダム』のファンで、4歳頃から、祖父によってガンダムのビデオ（VHS）を見せられて育ち、自身もガンダムファンとなった。祖父に『機動戦士ガンダム』を見せられてからしばらくはガンダムに触れる機会はなかったものの、小学生の頃に『機動戦士ガンダム00』（2007年 - 2009年）が始まり、それがガンダムにのめり込むきっかけになったと述べている。そして、「ガンダムに乗りたい」という思いから声優という職業を意識するようになった。
高校在学時には映像や舞台俳優、モデルなどにも憧れを抱いていた。高校時代までに放送部や演劇部など声を使ったり演技をしたりしたという経験はなく、基礎ができていなかったため、養成所ではストレッチなどのトレーニングや発声練習を繰り返した。地元の山梨県から都内の養成所に通うようになってから、上記したように1年弱という短期でクレイジーボックス所属となったが、オーディションには受からず、養成所通いが続いた。そうした中でも辛さや焦りはなく、「今を乗り越えれば良い結果につながるはず」と前向きに捉えていたという。
古屋はデビュー当初の仕事は単独での収録ばかりで、共演者と会話の掛け合いをする機会がなかったという。初主演した『オーバーテイク!』では小西克幸をはじめとする共演者たちと一緒に収録することになり、小西が自然体で（役に合った）脱力感のある芝居をし、他の共演者たちも同様にキャラクターとして自然体で会話をしている様子を目の当たりにして、そうした芝居に大きな影響を受けたと述べている。

## 出演
太字はメインキャラクター。

### テレビアニメ
2021年
- 魔法科高校の優等生（男子生徒）

2022年
- フットサルボーイズ!!!!!（永渡照）
- 魔法使い黎明期（破竜王ゴーダ、魔法学校の生徒）
- よふかしのうた（男子生徒）
- カードファイト!! ヴァンガード will+Dress（チームメイト）
- 機動戦士ガンダム 水星の魔女（オッシュ）
- 4人はそれぞれウソをつく（男子生徒2）

2023年
- イジらないで、長瀞さん 2nd Attack（男子生徒）
- 冰剣の魔術師が世界を統べる（ビビリ＝ヘターレ）
- Opus.COLORs（生徒たち）
- 贄姫と獣の王（兵士C）
- オーバーテイク!（浅雛悠）

2024年
- 月刊モー想科学（パーチ）
- 花野井くんと恋の病（男子生徒）
- 黒執事 -寄宿学校編-（学生、生徒）
- 鬼滅の刃 柱稽古編
- WIND BREAKER（2024年 - 2025年、長門淳史） - 2シリーズ
- 負けヒロインが多すぎる!（男子生徒、作業員、西川）
- デリコズ・ナーサリー（生徒）
- ソードアート・オンライン オルタナティブ ガンゲイル・オンラインII（T-S、エルビン）
- ぷにるはかわいいスライム（2024年 - 2025年、生徒、静野源） - 2シリーズ
- 2.5次元の誘惑（リュージ）
- アオのハコ（2024年 - 2025年、部員）

2025年
- トリリオンゲーム（同級生）
- SAKAMOTO DAYS（男）
- クラスの大嫌いな女子と結婚することになった。（スマホ男子B）
- 青の祓魔師 終夜篇（従者）
- フェルマーの料理（男子生徒A）
- 帝乃三姉妹は案外、チョロい。（野次馬）

### 劇場アニメ
- 機動戦士ガンダムSEED FREEDOM（2024年）
- ヤマトよ永遠に REBEL3199（2024年、島次郎）
- トラペジウム（2024年）
- 劇場版プロジェクトセカイ 壊れたセカイと歌えないミク（2025年）

### Webアニメ
- LUPIN ZERO（2022年）[2]

### ゲーム
2021年
- フットサルボーイズ!!!!! ハイファイリーグ（永渡照）

2022年
- 機動戦士ガンダム U.C. ENGAGE（2022年 - 2025年、ユッタ・カーシム）
- SDガンダム バトルアライアンス（ユッタ・カーシム） - DLC追加キャラクター
- A3!（勇樹）

2024年
- 鳴潮（スカー）

### 吹き替え
- ファンタスティック・ビーストとダンブルドアの秘密（スリザリン男子）[2]

### テレビ番組
※はインターネット配信。
- 「オーバーテイク！」振り返りトークスペシャル（2023年、YouTube・TROYCA CHANNEL※）

### シリーズ一覧
1. ↑  Season 1（2024年）、Season 2（2025年）
2. ↑  第1期（2024年）、第2期（2025年）

### 初出話一覧
1. 1 2 3 4 5  第1話初出
2. 1 2  第8話初出
3. 1 2  第4話初出
4. ↑  第14話初出
5. ↑  第13話初出
6. ↑  第9話初出
7. ↑  第5話初出
8. 1 2  第18話初出
9. ↑  第2話初出
10. ↑  第16話初出
11. ↑  第17話初出
12. 1 2 3  第7話初出
13. ↑  第20話初出
14. ↑  第10話初出
15. ↑  第11話初出
16. ↑  第3話初出

## 参考資料
雑誌 / ムック
- 『月刊ニュータイプ』（NCID AA11446856）
  - 『2023年11月号』KADOKAWA、2023年10月10日。ASIN B0CJ4SFD2G。JAN 4910070091135。
- 『ガンダムエース』
  - 『2022年6月号（No.238）』KADOKAWA、2022年4月26日。ASIN B09X5LJNHX。JAN 4910124010624。